# Conceição Rezende
Maria da Conceição Rezende ou Maria da Conceição de Rezende Fonseca, também conhecida como Conceição Rezende (Belo Horizonte, 4 de março de 1919) é uma professora e musicóloga brasileira, autora de livros no campo da musicologia. Foi arquivista-fundadora do Museu da Música de Mariana, profissionalmente ativa nessa instituição até 1984. Completou 100 anos de vida em 4 de março de 2019.

## Trajetória
Professora de história da música em instituições de Belo Horizonte, nas décadas de 1960 a 1980, sendo as principais a Escola Municipal de Música de Belo Horizonte, a Fundação de Educação Artística de Belo Horizonte e a Escola de Música da UFMG, notabilizou-se por ter sido a arquivista responsável pelo Museu da Música de Mariana de 1972 a 1984.
Dando prosseguimento ao trabalho de vários arquivistas anteriores, mas especialmente do Padre José de Almeida Penalva, que havia catalogado o fundo Barão de Cocais, ainda no Arquivo Eclesiástico da Arquidiocese de Mariana (AEAM), Conceição Rezende organizou e catalogou os manuscritos que chegaram ao Museu da Música a partir de julho de 1972,  dedicando-se inicialmente aos documentos do fundo Mariana (principalmente originários da Catedral de Mariana).
A então arquivista Maria Ercely Coutinho, que trabalhou no AEAM de 1968 a 1972 e efetivamente apresentou o acervo a Conceição Rezende, ajudou-a no início de seu trabalho, porém, a partir de 1973, Conceição Rezende passou a desenvolver praticamente sozinha sua tarefa, às vezes contando com o auxílio de colaboradores externos, como o músico Venício Mancini, o mestre Vicente Ângelo das Mercês, o maestro Sérgio Magnani, a professora e pesquisadora Sandra Loureiro de Freitas Reis, o Padre Renato Peixoto Vidigal e o próprio arcebispo de Mariana, Dom Oscar de Oliveira.
A contribuição de Conceição Rezende, somada à de Coutinho, Penalva e outros, permitiu o surgimento oficial do Museu da Música de Mariana, inaugurado no Arquivo Eclesiástico da Arquidiocese de Mariana em 6 de julho de 1973. Foi a partir dessa época que passou a ser recolhida ao Museu da Música uma grande quantidade de manuscritos, cuja doação havia sido fruto do incentivo do arcebispo Dom Oscar de Oliveira. Nessa década, foi feita também a microfilmagem de parte significativa dos fundos Mariana e Barão de Cocais para a elaboração do catálogo "O ciclo do ouro" (FUNARTE e PUCRJ, 1978-1979),  que relaciona manuscritos musicais e outros documentos históricos de onze acervos mineiros e cariocas.
Conceição Rezende encerrou seu trabalho no Museu da Música durante o I Encontro Nacional de Pesquisa em Música (Mariana, 1 a 4 de julho de 1984), ocasião na qual Dom Oscar providenciou o registro jurídico da instituição, abrindo-a finalmente à pesquisa. Na seção inicial do evento, Sandra Loureiro de Freitas Reis assim se referiu à importante iniciativa:
Nesse Encontro, D. Oscar de Oliveira e Maria da Conceição Rezende Fonseca abrem as portas do Museu aos pesquisadores, num gesto impregnado do mais elevado sentido comunitário. O tesouro musical que ali existe, em forma de partituras, deverá soar no mundo inteiro, vibrar eternamente como reflexo imortal do mundo sui generis que o concebeu.

## Contribuição ao Museu da Música de Mariana
Conceição Rezende ordenou as fontes musicais de cerca de 30 fundos recebidos no Museu da Música de Mariana e codificou os primeiros deles, elaborando um catálogo manuscrito que orientou a consulta dos documentos dessa instituição por mais de 20 anos.
Conceição Rezende baseou-se no sistema de arranjo e codificação funcional criado por José Penalva para o Fundoo Barão de Cocais do Museu da Música (atual CDO.02), que possui uma certa correnpondência com aquele utilizado por Cleofe Person de Mattos no Catálogo temático das obras do padre José Maurício Nunes Garcia de 1970, resultando em seis códigos de significado cerimonial: TD (Te Deum), L (Ladainhas), ON (Ofícios e Novenas), M (Missas), SS (Semana Santa) e F (Fúnebres).
De acordo com Paulo Castagna, "Conceição Rezende criou cógigos que indicavam as cidades de procedência dos manuscritos - como MA (Mariana), BC (Barão de Cocais), SE (Serro/Milho Verde), DI (Diamantina), BL (Barra Longa), OP (Ouro Preto), CA (Caranaíba), LA (Lamin) - que combinou com a classificação funcional de Penalva, obtendo códigos como MA-TD, MA-L, BC-TD, BC-L, etc., os quais recebiam um número que indicava a posição da pasta no arquivo, como MA-TD01, MA-TD02, MA- L01, MA-L02, etc."
Embora o Museu da Música tenha estabelecido um novo sistema de codificação em 2003, no âmbito do projeto Acervo da Música Brasileira, os códigos criados por José Penalva e Conceição Rezende foram preservados como "códigos antigos" no novo inventário da Coleção Dom Oscar de Oliveira.

## Homenagens
Conceição Rezende recebeu homenagens do Museu da Música em 6 de julho de 2003 e de 2013, respectivamente referentes aos 30 e 40 anos da inauguração do Museu (cuja solenidade contou com sua presença em 1973).

## Publicações
- 1972: Aspectos da música ocidental (Belo Horizonte: UFMG)[11][12]
- 1978: A música na história de Minas Gerais colonial (Belo Horizonte: Itatiaia)[13][12]
- 1985: Tercio 1783: para solista[s], coro e orquestra de cordas (Rio de Janeiro: FUNARTE / Instituto Nacional de Música / Projeto Memória Musical Brasileira)[14]